# Кульмінація (література)
Кульмінація в літературному творі — найбільш напружений момент у розвитку дії, вирішальний, переломний момент у взаєминах, зіткненнях літературних героїв або між героєм і обставинами. У кульмінації розкривається гострота конфлікту, описаного в сюжеті твору. Кульмінація найкраще виявляється у творах епічних і драматичних жанрів.